# Louise Lorimer
Pour les articles homonymes, voir Lorimer.
Louise Lorimer, née le 14 juillet 1898 à Boston (Massachusetts) et morte le 11 août 1995 à Newton (Massachusetts), est une actrice américaine.

## Biographie
Louise Lorimer entame sa carrière au théâtre et joue notamment à Broadway (New York), où elle débute en 1925 dans Amour pour amour de William Congreve (avec Henry O'Neill et Edgar Stehli). Suivent sept autres pièces, dont Maya de Simon Gantillon (1928, avec Aline MacMahon et Paula Trueman).
Sa dernière pièce à Broadway est I Remember Mama (en) de John Van Druten, créée en 1944 (aux côtés de Mady Christians, Oskar Homolka et Marlon Brando) et représentée jusqu'en 1946.
Au cinéma, elle contribue à soixante films américains, depuis J’écoute de Ray Enright (1934, avec Joan Blondell et Pat O'Brien) jusqu'à Bande de flics de Robert Aldrich (1977, avec Charles Durning et James Woods).
Dans l'intervalle, citons Le peuple accuse O'Hara de John Sturges (1951, avec Spencer Tracy et Pat O'Brien), L'Extravagant Monsieur Cory de Blake Edwards (1957, avec Tony Curtis et Martha Hyer), Les Années fantastiques de Michael Gordon (1968, avec David Niven et Lola Albright) et Complot de famille d'Alfred Hitchcock (son avant-dernier film, 1976, avec Karen Black et Bruce Dern).
À la télévision américaine, Louise Lorimer apparaît dans cinquante-sept séries (entre autres de western), la première étant The Lone Ranger (un épisode, 1949) et la dernière CBS Afternoon Playhouse (cinq épisodes, 1980). Entretemps, mentionnons Au nom de la loi (un épisode, 1959), Adèle (trois épisodes, 1961-1963) et Auto-patrouille (trois épisodes, 1970-1973).
S'ajoutent quatre téléfilms diffusés entre 1960 et 1982 (son dernier rôle à l'écran), dont Queen of the Stardust Ballroom (en) de Sam O'Steen (1975, avec Maureen Stapleton et Charles Durning).

## Théâtre à Broadway (intégrale)
- 1925 : Amour pour amour (Love for Love) de William Congreve : l'infirmière
- 1926 : East Lynne d'Henry Wood : Joyce[3]
- 1926 : The Witch d'Hans Wiers-Jenssen, adaptation de John Mansfield : Jorund
- 1927 : Rapid Transit de Lajos N. Egri, adaptation de Gustav Davidson : une femme
- 1928 : Maya de Simon Gantillon : Ida
- 1943 : Feathers in a Gale de Pauline Jamerson et Reginald Lawrence : Matilda Phinney
- 1944 : Take It as It Comes d'E. B. Morris : Cora
- 1944-1946 : I Remember Mama de John Van Druten, d'après le roman Mama's Bank Account de Kathryn Forbes, production de Richard Rodgers et Oscar Hammerstein II, costumes de Lucinda Ballard (assistée d'Anna Hill Johnstone) : une femme

## Filmographie partielle

### Cinéma

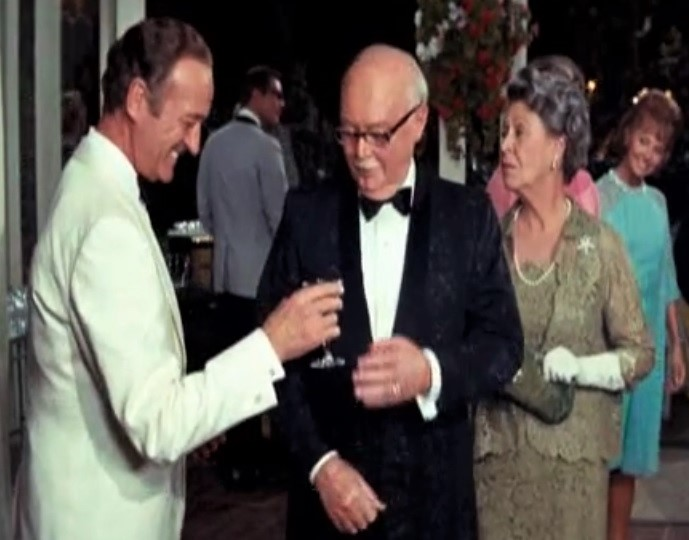
David Niven, Don Beddoe et Louise Lorimer
(de g. à d.), dans Les Années fantastiques (1968)

- 1936 : Dix Ans de mariage (To Mary – with Love) de John Cromwell : infirmière
- 1940 : La Rançon de la gloire (Star Dust) de Walter Lang : Miss Collins (non crédité)
- 1948 : Flying Cadets de Erle C. Kenton : Mary Adams Ames
- 1947 : Le Mur invisible (Gentleman's Agreement) d'Elia Kazan : Mlle Miller
- 1948 : Raccrochez, c'est une erreur ! (Sorry, Wrong Number) d'Anatole Litvak : infirmière (non crédité)
- 1948 : L'Énigmatique Monsieur Horace (The Luck of the Irish) de Henry Koster : la secrétaire d'Augur (non crédité)
- 1948 : La Fosse aux serpents (The Snake Pit) d'Anatole Litvak : une infirmière
- 1949 : Un crack qui craque (Sorrowful Jones) de Sidney Lanfield : l'infirmière réceptionniste (non crédité)
- 1949 : Faites vos jeux (Any Number Can Play) de Mervyn LeRoy : un parent (non crédité)
- 1949 : Chasse aux maris (Once More, My Darling) de Robert Montgomery : Mme Fraser
- 1949 : Father Was a Fullback de John M. Stahl : Mme Jones
- 1949 : La Belle Aventurière (The Gal Who Took the West) de Frederick De Cordova : Mme Livia Logan
- 1949 : L'Héritière (The Heiress) de William Wyler : la secrétaire du docteur Sloper
- 1950 : Le Mystère de la plage perdue (Mystery Street) de John Sturges : Mme Shanway
- 1950 : Mark Dixon, détective (Where the Sidewalks Ends) d'Otto Preminger : Mme Jackson
- 1950 : La Ménagerie de verre (The Glass Menagerie) d'Irving Rapper : Mlle Porter
- 1951 : Le Rôdeur (The Prowler) de Joseph Losey : la gérante du motel
- 1951 : Le peuple accuse O'Hara (The People Against O'Hara) de John Sturges : Mme Peg O'Hara
- 1952 : Something for the Birds de Robert Wise : Mme Winthrop
- 1952 : Japanese War Bride de King Vidor : Harriet Sterling
- 1952 : La Première Sirène (Million Dollar Mermaid) de Mervyn LeRoy : une infirmière
- 1952 : Un garçon entreprenant (Young Man with Ideas) de Mitchell Leisen : Mme Martha Rixon
- 1953 : Crazylegs de Francis D. Lyon : Mme Hirsch
- 1955 : Une étrangère dans la ville (Strange Lady in Town) de Mervyn LeRoy : Mme Wallace
- 1957 : L'Extravagant Monsieur Cory (Mister Cory) de Blake Edwards : Mme Vollard
- 1959 : Le Génie du mal (Compulsion) de Richard Fleischer : Mme Straus « Mumsy »
- 1959 : -30- de Jack Webb : Lady Wilson
- 1959 : Ce monde à part (The Young Philadelphians) de Vincent Sherman : Mary Judson
- 1961 : Le troisième homme était une femme (Ada) de Daniel Mann : Mme Danford
- 1964 : Pas de printemps pour Marnie (Marnie) d'Alfred Hitchcock : Mme Strutt
- 1968 : Cinq cartes à abattre (5 Card Stud) d'Henry Hathaway : Mme Frank Wells
- 1968 : Les Années fantastiques (The Impossible Years) de Michael Gordon : Mme Celia Fish
- 1976 : Complot de famille (Family Plot) d'Alfred Hitchcock : Ida Cookson
- 1977 : Bande de flics (The Choirboys) de Robert Aldrich : Fox

### Télévision

#### Séries
- 1949 : The Lone Ranger

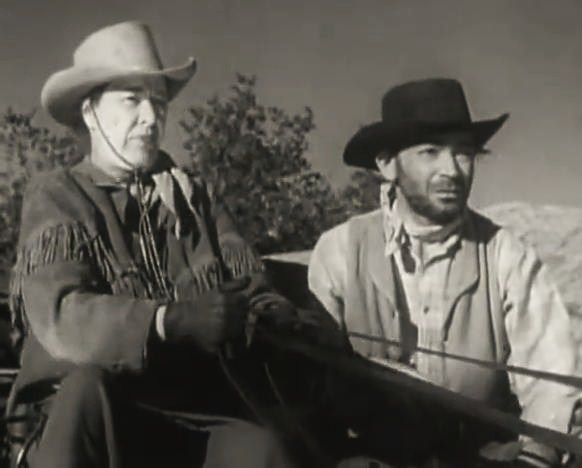
Avec Leonard Strong, dans la série-western The Lone Ranger, épisode Cannonball McKay (1949)

  - Saison 1, épisode 16 Cannonball McKay : rôle-titre
- 1952 : Les Aventuriers du Far West (Death Valley Days)
  - Saison 1, épisode 1 How Death Valley Got Its Name de Stuart E. McGowan : Sarah Bennett
- 1958-1962 : Perry Mason, première série
  - Saison 1, épisode 28 The Case of the Darin Decoy (1958) : Mlle Eastman
  - Saison 5, épisode 21 The Case of the Mystified Miner (1962) de Francis D. Lyon : Cindy Hastings
- 1959 : Au nom de la loi (Wanted: Dead or Alive)
  - Saison 1, épisode 23 Le Vieux Gabe (Call Your Shot) de Don McDougall : Ella Fenton
- 1959-1961 : Denis la petite peste (Dennis the Menace)
  - Saison 1, épisode 7 The New Neighbors (1959) de William D. Russell : Helen Scott
  - Saison 3, épisode 12 The Fifteen-Foot Christmas Tree (1961) de Charles Barton : la douairière
- 1960 : One Step Beyond
  - Saison 3, épisode 13 Héritage d'amour (Legacy of Love) de John Newland : Mme Darelle
- 1961-1963 : Adèle (Hazel)
  - Saison 1, épisode 11 Hazel's Winning Personality (1961) de William D. Russell : Mme Osborne
  - Saison 2, épisode 27 Hazel Digs a Hole for Herself (1963) de William D. Russell : Mme Baxter Sr.
  - Saison 3, épisode 4 You Ain't Fully Dressed Without a Smile (1963) de William D. Russell : la grand-mère
- 1962 : Échec et mat (Checkmate)
  - Saison 2, épisode 15 A Very Rough Sketch : la juge Singer
- 1966 : Batman
  - Saison 2, épisode 11 Horloge, Montre et Sablier (The Clock King's Crazy Crimes) de James Neilson : Mme Frontenac
- 1967 : Les Arpents verts (Green Acres)
  - Saison 2, épisode 26 Getting Even with Haney de Richard L. Bare : la juge
- 1967 : Bonanza
  - Saison 8, épisode 32 Clarissa de Lewis Allen : Elvira Peterson
- 1970 : Docteur Marcus Welby (Marcus Welby, M.D.)
  - Saison 1, épisode 18 Dance to No Music de Jeannot Szwarc : Mme Hearn
- 1970-1973 : Auto-patrouille (Adam-12)
  - Saison 2, épisode 21 Log 74: Light Duty (1970) d'Alan Crosland Jr. : Mme Higgins
  - Saison 4, épisode 23 Eyewitness (1972) de Christian Nyby : Naomi Ernst
  - Saison 5, épisode 23 Keeping Tabs (1973) : Gert
- 1977 : Quincy (Quincy, M.E.)
  - Saison 3, épisode 3 A Dead Man's Truth de Vic Morrow : la scientifique
- 1980 : CBS Afternoon Playhouse
  - Saison 2, épisodes 2 à 7 One Last Ride (en cinq parties) de Gerald Mayer : Bess

#### Téléfilms
- 1960 : No Place Like Home de William Asher : Minnie
- 1962 : Octavius and Me de Don Taylor : Victoria Shoreham
- 1975 : Queen of the Stardust Ballroom de Sam O'Steen : la dame dans le parc